# Nokia 1600
O Nokia 1600 é um modelo de telemóvel moderno produzido pela Nokia da série Nokia 1000 - Ultra-básica. Foi designado para serviços pré-pagos relacionado com o modelo Nokia 1100. Foi destinado o seu lançamento aos países desenvolvidos.
Opera na rede GSM-850/GSM-1900 ou GSM-900/GSM-1800. Tem um ecrã de 96 x 68 pixel com 65.536 cores.
Contém várias utilidades, como calculadora, alarme e toques polifónicos. Mas também possui outras funcionalidades básicas, como SMS e relógio.
A autonomia da bateria 900 mAh Li-ion em conversação é de 7 horas e 30 minutos e em espera de 240 horas. É um dos primeiros modelos fabricados a possuir ecrã a cores.